# Bodianus scrofa
Bodianus scrofa е вид лъчеперка от семейство Labridae. Видът е световно застрашен, със статут Уязвим.

## Разпространение
Разпространен е в Испания (Канарски острови), Кабо Верде и Португалия (Азорски острови и Мадейра).